# Gobernador (Estados Unidos)
OTEl Gobernador del Estado (en inglés Governor) es el cargo político que se encarga del gobierno en los estados que conforman los Estados Unidos. Los estados, 50 en total, son la principal subdivisión de los Estados Unidos.

## Estados
El gobernador encabeza la rama ejecutiva del gobierno en cada estado o territorio y, dependiendo de la jurisdicción individual, puede tener un control considerable sobre el presupuesto gubernamental, el nombramiento de muchos funcionarios (incluidos jueces) y un papel considerable en la legislación estatal. El gobernador también puede tener roles adicionales, como el de comandante en jefe de la Guardia Nacional del estado (cuando no está federalizado) y de la fuerza de defensa respectiva de ese estado (que no está sujeta a la federalización). En muchos estados y territorios, el gobernador también tiene el poder parcial o absoluto para conmutar o perdonar una sentencia penal. Todos los gobernadores de los Estados Unidos sirven en mandatos de cuatro años, excepto los de Nueva Hampshire y Vermont, que sirven solo dos años. En todos los estados, el gobernador es elegido directamente, y en la mayoría de los casos tiene poderes prácticos considerables, aunque esto puede ser moderado por la legislatura estatal y en algunos casos por otros funcionarios ejecutivos electos.

## Territorios de los Estados Unidos
Estados Unidos posee una serie de territorios especiales tales como:
- Guam (1898) e Islas Vírgenes estadounidenses (1917), territorios no incorporados organizados
- Samoa Americana (1899), territorios no incorporados y no organizados.

Con otros territorios mantiene una relación de libre asociación como:
- Puerto Rico (1952)
- Islas Marianas del Norte (1975)

Todos los territorios tiene la forma política de república presidencialista (el jefe del estado el presidente de los Estados Unidos), democracias representativas, multipartidistas donde existe la división de poderes. El jefe del gobierno es el gobernador que tiene los mismos poderes que los gobernadores de los estados y son elegidos por elección directa.
El gobierno federal de los Estados Unidos tiene las competencias de relaciones exteriores y defensa del territorio. Los fondos federales de estos territorios son administrados por la Oficina de Asuntos Insulares del Departamento del Interior de los Estados Unidos. En general, los habitantes de las áreas insulares tienen ciudadanía estadounidense, aunque no pagan impuestos federales, no participan en las elecciones presidenciales, aunque tienen representantes en el Congreso no pueden ejercer derecho de voto.
La política estadounidense ha estado dominada siempre por el bipartidismo, que desde 1856 está representado por los dos partidos más importantes: el partido demócrata y el partido republicano. También puede darse el caso de la elección de un candidato independiente tales  como Angus King (gobernador de Maine de 1995 a 2003) o Bill Walker, gobernador de Alaska desde 2014. En la actualidad hay 33 gobernadores republicanos, 16 demócratas y un gobernador independiente.
En los territorios insulares también están representados los partidos estadounidenses, así en el caso de Samoa Americana y las Islas Marianas del Norte están gobernadas por los demócratas, Guam por los republicanos mientras que las Islas Vírgenes el gobernador es independiente. En el caso de Puerto Rico, existen partidos locales como el Partido Nuevo Progresista (PNP) y Partido Popular Democrático (PPD) aunque cada gobernador asocia su elección a un partido estadounidense:
- Luis Fortuño, gobernador de 2009 a 2013 del PNP y republicano.
- Alejandro García Padilla, gobernador de 2013 a 2017 del PPD y demócrata
- Ricardo Rosselló, gobernador desde 2017 del PNP y demócrata

## Partidos Políticos

Partido al que pertenecen los gobernadores, 2022
Gobernadores demócratas
Gobernadores republicanos
independiente
Gobernadores del Partido Nuevo Progresista

## Lista de los gobernadores actuales de los Estados Unidos
| Gobernador             | Estado              | Predecesor | Partido     | Toma de posesión        |
| ---------------------- | ------------------- | ---------- | ----------- | ----------------------- |
| Kay Ivey               | Alabama             | Lista      | Republicano | 10 de abril de 2017     |
| Mike Dunleavy          | Alaska              | Lista      | Republicano | 3 de diciembre de 2018  |
| Katie Hobbs            | Arizona             | Lista      | Demócrata   | 2 de enero de 2023      |
| Sarah Huckabee sanders | Arkansas            | Lista      | Republicano | 10 de enero de 2023     |
| Gavin Newsom           | California          | Lista      | Demócrata   | 7 de enero de 2019      |
| Jared Polis            | Colorado            | Lista      | Demócrata   | 8 de enero de 2019      |
| Ned Lamont             | Connecticut         | Lista      | Demócrata   | 9 de enero de 2019      |
| John Carney            | Delaware            | Lista      | Demócrata   | 17 de enero de 2017     |
| Ron DeSantis           | Florida             | Lista      | Republicano | 8 de enero de 2019      |
| Brian Kemp             | Georgia             | Lista      | Republicano | 14 de enero de 2019     |
| David Ige              | Hawái               | Lista      | Demócrata   | 1 de diciembre de 2014  |
| Brad Little            | Idaho               | Lista      | Republicano | 7 de enero de 2019      |
| J.D Pritzker           | Illinois            | Lista      | Demócrata   | 14 de enero de 2019     |
| Eric Holcomb           | Indiana             | Lista      | Republicano | 9 de enero de 2017      |
| Kim Reynolds           | Iowa                | Lista      | Republicano | 24 de mayo de 2017      |
| Laura Kelly            | Kansas              | Lista      | Demócrata   | 14 de enero de 2019     |
| Andy Beshear           | Kentucky            | Lista      | Demócrata   | 10 de diciembre de 2019 |
| John Bel Edwards       | Luisiana            | Lista      | Demócrata   | 11 de enero de 2016     |
| Janet Mills            | Maine               | Lista      | Demócrata   | 2 de enero de 2019      |
| Larry Hogan            | Maryland            | Lista      | Republicano | 21 de enero de 2015     |
| Charlie Baker          | Massachusetts       | Lista      | Republicano | 8 de enero de 2015      |
| Gretchen Whitmer       | Míchigan            | Lista      | Demócrata   | 1 de enero de 2019      |
| Tim Walz               | Minnesota           | Lista      | Demócrata   | 7 de enero de 2019      |
| Tate Reeves            | Misisipi            | Lista      | Republicano | 14 de enero de 2020     |
| Mike Parson            | Misuri              | Lista      | Republicano | 1 de junio de 2018      |
| Steve Bullock          | Montana             | Lista      | Demócrata   | 7 de enero de 2013      |
| Pete Ricketts          | Nebraska            | Lista      | Republicano | 8 de enero de 2015      |
| Steve Sisolak          | Nevada              | Lista      | Demócrata   | 7 de enero de 2019      |
| Chris Sununu           | Nuevo Hampshire     | Lista      | Republicano | 5 de enero de 2017      |
| Phil Murphy            | Nueva Jersey        | Lista      | Demócrata   | 16 de enero de 2018     |
| Michelle Lujan Grisham | Nuevo México        | Lista      | Demócrata   | 1 de enero de 2019      |
| Andrew Cuomo           | Nueva York          | Lista      | Demócrata   | 1 de enero de 2011      |
| Roy Cooper             | Carolina del Norte  | Lista      | Demócrata   | 1 de enero de 2017      |
| Doug Burgum            | Dakota del Norte    | Lista      | Republicano | 15 de diciembre de 2016 |
| Mike DeWine            | Ohio                | Lista      | Republicano | 14 de enero de 2019     |
| Kevin Stitt            | Oklahoma            | Lista      | Republicano | 14 de enero de 2019     |
| Kate Brown             | Oregón              | Lista      | Demócrata   | 18 de febrero de 2015   |
| Tom Wolf               | Pensilvania         | Lista      | Demócrata   | 20 de enero de 2015     |
| Gina Raimondo          | Rhode Island        | Lista      | Demócrata   | 6 de enero de 2015      |
| Henry McMaster         | Carolina del Sur    | Lista      | Republicano | 24 de enero de 2017     |
| Kristi Noem            | Dakota del Sur      | Lista      | Republicano | 5 de enero de 2019      |
| Bill Lee               | Tennessee           | Lista      | Republicano | 19 de enero de 2019     |
| Greg Abbott            | Texas               | Lista      | Republicano | 20 de enero de 2015     |
| Gary R. Herbert        | Utah                | Lista      | Republicano | 11 de agosto de 2009    |
| Phil Scott             | Vermont             | Lista      | Republicano | 5 de enero de 2017      |
| Glenn Youngkin         | Virginia            | Lista      | Republicano | 15 de enero de 2022     |
| Jay Inslee             | Washington          | Lista      | Demócrata   | 16 de enero de 2013     |
| Jim Justice            | Virginia Occidental | Lista      | Republicano | 16 de enero de 2017     |
| Tony Evers             | Wisconsin           | Lista      | Demócrata   | 7 de enero de 2019      |
| Mark Gordon            | Wyoming             | Lista      | Republicano | 7 de enero de 2019      |

## Gobernadores de los territorios de los Estados Unidos
| Gobernador           | Territorio                           | Estatus                              | Predecesor | Partido     | Toma del cargo          |
| -------------------- | ------------------------------------ | ------------------------------------ | ---------- | ----------- | ----------------------- |
| Lolo Matalasi Moliga | Samoa Americana                      | Territorio no incorporado            | Lista      | Demócrata   | 3 de enero de 2013      |
| Lou Leon Guerrero    | Guam                                 | Territorio no incorporado organizado | Lista      | Demócrata   | 3 de enero de 2011      |
| Ralph Torres         | Islas Marianas del Norte             | Estado Libre Asociado                | Lista      | Republicano | 29 de diciembre de 2015 |
| Jenniffer Gonzalez   | Puerto Rico                          | Estado Libre Asociado                | Lista      | PNP         | 2 de enero de 2025      |
| Albert Bryan         | Islas Vírgenes de los Estados Unidos | Territorio no incorporado organizado | Lista      | Demócrata   | 7 de enero de 2019      |